# Record anagrafici del Motomondiale
I primati anagrafici del Motomondiale riguardano la minore o maggiore età dei concorrenti, soprattutto in rapporto ai risultati conseguiti.
Dagli annuari del Motomondiale è possibile constatare, ad esempio, che il più giovane motociclista ad aver conquistato il titolo di campione del mondo è l'italiano Loris Capirossi, aggiudicandosi la classe 125 del Motomondiale 1990 a 17 anni, mentre il pilota più anziano è il tedesco Hermann Paul Müller che si aggiudicò il titolo iridato per la classe 250 del Motomondiale 1955, a quasi 46 anni, prevalendo per pochi mesi sull'inglese Fergus Anderson.
Per quanto riguarda la vittoria nei Gran Premi del Motomondiale, il più giovane pilota è il turco Can Öncü che ha vinto il Gran Premio della Comunità Valenciana 2018 a soli 15 anni e il più anziano è Albino Milani che ha conquistato il Gran Premio delle Nazioni 1957, ormai in vista dei 47 anni.

## I più giovani campioni mondiali per classe
| Classe      | Pilota          | Nazionalità | Età                  | Stagione |
| ----------- | --------------- | ----------- | -------------------- | -------- |
| 50          | Ángel Nieto     | Spagna      | 22 anni e 233 giorni | 1969     |
| 80          | Jorge Martínez  | Spagna      | 23 anni e 360 giorni | 1986     |
| 125         | Loris Capirossi | Italia      | 17 anni e 165 giorni | 1990     |
| 250         | Daniel Pedrosa  | Spagna      | 19 anni e 18 giorni  | 2004     |
| 350         | Johnny Cecotto  | Venezuela   | 19 anni e 211 giorni | 1975     |
| 500         | Freddie Spencer | Stati Uniti | 21 anni e 258 giorni | 1983     |
| Formula 750 | Johnny Cecotto  | Venezuela   | 22 anni e 238 giorni | 1978     |
| Moto3       | Pedro Acosta    | Spagna      | 17 anni e 166 giorni | 2021     |
| Moto2       | Pedro Acosta    | Spagna      | 19 anni e 171 giorni | 2023     |
| MotoGP      | Marc Márquez    | Spagna      | 20 anni e 266 giorni | 2013     |
| MotoE       | Matteo Ferrari  | Italia      | 22 anni e 278 giorni | 2019     |
| Sidecar     | Max Deubel      | Germania    | 26 anni e 139 giorni | 1961     |
|             |                 |             |                      |          |

## I più anziani campioni mondiali per classe
| Classe      | Pilota              | Nazionalità | Età                  | Stagione |
| ----------- | ------------------- | ----------- | -------------------- | -------- |
| 50          | Eugenio Lazzarini   | Italia      | 35 anni e 151 giorni | 1980     |
| 80          | Stefan Dörflinger   | Svizzera    | 36 anni e 210 giorni | 1985     |
| 125         | Nello Pagani        | Italia      | 37 anni e 272 giorni | 1949     |
| 250         | Hermann Paul Müller | Germania    | 45 anni e 331 giorni | 1955     |
| 350         | Fergus Anderson     | Regno Unito | 45 anni e 215 giorni | 1954     |
| 500         | Leslie Graham       | Regno Unito | 37 anni e 341 giorni | 1949     |
| Formula 750 | Patrick Pons        | Francia     | 26 anni e 280 giorni | 1979     |
| Moto3       | Albert Arenas       | Spagna      | 23 anni e 347 giorni | 2020     |
| Moto2       | Toni Elías          | Spagna      | 27 anni e 227 giorni | 2010     |
| MotoGP      | Valentino Rossi     | Italia      | 30 anni e 251 giorni | 2009     |
| MotoE       | Jordi Torres        | Spagna      | 33 anni e 45 giorni  | 2020     |
| Sidecar     | Rolf Biland         | Svizzera    | 43 anni e 163 giorni | 1994     |
|             |                     |             |                      |          |

## I più giovani vincitori di GP per classe
| Classe      | Pilota          | Nazionalità | Età                  | GP                                         |
| ----------- | --------------- | ----------- | -------------------- | ------------------------------------------ |
| 50          | Gerhard Waibel  | Germania    | 20 anni e 140 giorni | Gran Premio di Germania 1979               |
| 80          | Ian McConnachie | Regno Unito | 21 anni e 205 giorni | Gran Premio di Gran Bretagna 1986          |
| 125         | Scott Redding   | Regno Unito | 15 anni e 169 giorni | Gran Premio di Gran Bretagna 2008          |
| 250         | Daniel Pedrosa  | Spagna      | 18 anni e 202 giorni | Gran Premio del Sudafrica 2004             |
| 350         | Johnny Cecotto  | Venezuela   | 19 anni e 64 giorni  | Gran Premio di Francia 1975                |
| 500         | Freddie Spencer | Stati Uniti | 20 anni e 196 giorni | Gran Premio del Belgio 1982                |
| Formula 750 | Johnny Cecotto  | Venezuela   | 22 anni e 67 giorni  | 200 miglia di Imola 1978                   |
| Moto3       | Can Öncü        | Turchia     | 15 anni e 115 giorni | Gran Premio della Comunità Valenciana 2018 |
| Moto2       | Pedro Acosta    | Spagna      | 18 anni e 4 giorni   | Gran Premio d'Italia 2022                  |
| MotoGP      | Marc Márquez    | Spagna      | 20 anni e 63 giorni  | Gran Premio delle Americhe 2013            |
| MotoE       | Matteo Ferrari  | Italia      | 22 anni e 214 giorni | Gran Premio di San Marino 2019             |
| Sidecar     | Rolf Biland     | Svizzera    | 24 anni e 40 giorni  | Gran Premio di Germania 1975               |
|             |                 |             |                      |                                            |

## I più anziani vincitori di GP per classe
| Classe      | Pilota            | Nazionalità | Età                  | GP                             |
| ----------- | ----------------- | ----------- | -------------------- | ------------------------------ |
| 50          | Gerhard Thurow    | Germania    | 39 anni e 247 giorni | Gran Premio del Belgio 1974    |
| 80          | Stefan Dörflinger | Svizzera    | 39 anni e 122 giorni | Gran Premio di Spagna 1988     |
| 125         | Leslie Graham     | Regno Unito | 41 anni e 268 giorni | Tourist Trophy 1953            |
| 250         | Arthur Wheeler    | Regno Unito | 46 anni e 70 giorni  | Gran Premio d'Argentina 1962   |
| 350         | Fergus Anderson   | Regno Unito | 45 anni e 236 giorni | Gran Premio di Spagna 1954     |
| 500         | Fergus Anderson   | Regno Unito | 44 anni e 237 giorni | Gran Premio di Spagna 1953     |
| Formula 750 | Giacomo Agostini  | Italia      | 35 anni e 101 giorni | Gran Premio di Germania 1977   |
| Moto3       | John McPhee       | Regno Unito | 28 anni e 101 giorni | Gran Premio della Malesia 2022 |
| Moto2       | Anthony West      | Australia   | 32 anni e 346 giorni | Gran Premio d'Olanda 2014      |
| MotoGP      | Valentino Rossi   | Italia      | 38 anni e 128 giorni | Gran Premio d'Olanda 2017      |
| MotoE       | Jordi Torres      | Spagna      | 33 anni e 44 giorni  | Gran Premio di Francia 2020    |
| Sidecar     | Albino Milani     | Italia      | 46 anni e 265 giorni | Gran Premio delle Nazioni 1957 |
|             |                   |             |                      |                                |